# Naturschutzgebiet Ebbebach-Tal
Das Naturschutzgebiet Ebbebach-Tal ist ein 6,01 ha großes Naturschutzgebiet (NSG) nordwestlich von Rinkscheid im Stadtgebiet von Meinerzhagen im Märkischen Kreis in Nordrhein-Westfalen. Das NSG wurde 2001 vom Kreistag des Märkischen Kreises mit dem Landschaftsplan Nr. 6 Meinerzhagen ausgewiesen. Das Naturschutzgebiet Auf’m Ebbe, Teilfläche Steimer Siepen, ist an einer Stelle nur durch einen Weg vom NSG getrennt.

## Gebietsbeschreibung
Bei dem NSG handelt es sich um das Wiesental des mäandrierenden Ebbebach mit Flussaue. In der Aue liegt Grünland. Teilweise befinde sich Nass- und Feuchtgrünland im NSG. Das Grünland ist teilweise brach gefallen.

## Schutzzweck
Das Naturschutzgebiet wurde zur Erhaltung und Entwicklung des Wiesentals und als Lebensraum gefährdeter Tier und Pflanzenarten ausgewiesen. Wie bei anderen Naturschutzgebieten in Deutschland wurde in der Schutzausweisung darauf hingewiesen, dass das Gebiet „wegen der landschaftlichen Schönheit und Einzigartigkeit“ zum Naturschutzgebiet wurde.
Für das NSG gibt es das spezielle Verbot „die bodenständigen Nasswaldbereiche (Erlensumpfwald) rein forstlich zu nutzen“.